# ۸۲۷ (قمری)
۸۲۷ (قمری)، هشتصد و بیست و هفتمین سال در گاهشماری هجری قمری است. اول محرم این سال برابر با چهاردهم دسامبر سال ۱۴۲۳ میلادی است.